# جون هندريك كاسبار كيرن
جون هندريك كاسبار كيرن (بالهولندية: Hendrik Kern)‏ هو بروفيسور ومستشرق هولندي، ولد في 6 أبريل 1833 في جاوة الوسطى في إندونيسيا، وتوفي في 4 يوليو 1917 في أوترخت في هولندا.

## وصلات خارجية
- جون هندريك كاسبار كيرن على موقع الموسوعة البريطانية (الإنجليزية)